# Euproctidion uniformis
Euproctidion uniformis är en fjärilsart som beskrevs av Erich Martin Hering 1927. Euproctidion uniformis ingår i släktet Euproctidion och familjen tofsspinnare. Inga underarter finns listade i Catalogue of Life.